# 道下俊一
道下 俊一（みちした としかず、1926年 -2014年3月4日 ）は、日本の医師。北海道浜中町名誉町民、濱中町立診療所名誉所長。医学博士。釧路国医師会顧問。樺太（現・ロシア領サハリン州）生まれ。

## 概要
樺太出身。北海道大学医学部卒業後、1952年の十勝沖地震の際に北海道大学の派遣で釧路赤十字病院の浜中診療所に赴任。1953年に浜中町で発生した赤痢に際し浜中町に簡易水道の建設を掛けあうなど地域に寄り添った。1959年に博士号取得。1960年のチリ地震の際には被災者の治療に奔走した。

## 経歴
- 1950年 - 北海道大学医学専門部卒業、翌51年から北海道大学医学部第二内科の研究生に。
- 1953年 - 北海道大学の派遣により浜中町へ。その後、47年間、釧路赤十字病院浜中診療所長、町立浜中診療所長として地域医療に取り組む。
- 1995年 - 僻地医療への貢献で吉川英治文化賞受賞。
- 2011年 - 改革札幌の代表に就任。[2]

## 道下俊一を題材とした作品
- 潮風の診療所〜岬のドクター奮戦記〜
- プロジェクトX〜挑戦者たち〜第125回「霧の岬 命の診療所」